# Завръщане в бъдещето 2
„Завръщане в бъдещето 2“ (на английски: Back to the Future Part II) е американски филм, научна фантастика от 1989 г. и първото продължение на „Завръщане в бъдещето“.

## Български дублаж
| Озвучаващи артисти  | Петя Миладинова Силвия Русинова Даниела Сладунова Александър Воронов Георги Георгиев-Гого Димитър Иванчев |
| Преводач            | Бисер Пачев                                                                                               |
| Тонрежисьор         | Венцислав Станков                                                                                         |
| Режисьор на дублажа | Димитър Кръстев                                                                                           |

## Филми от поредицата за „Завръщане в бъдещето“
Поредицата „Завръщане в бъдещето“ включва 3 филма:
- „Завръщане в бъдещето“ (1985)
- „Завръщане в бъдещето 2“ (1989)
- „Завръщане в бъдещето 3“ (1990)